# Joaquín Mosqueira
Joaquín Mosqueira (ur. 1 listopada 2004 w Rosario) – argentyński piłkarz występujący na pozycji defensywnego lub środkowego pomocnika, od 2023 roku zawodnik Unión Santa Fe.